# Detrás de la lluvia
Detrás de la lluvia (en inglés Behind The Rain) es una próxima película chilena de drama dirigida por Valeria Sarmiento, con un guion escrito por Omar Saavedra Santis.Está programada para ser estrenada durante 2025. 

## Argumento
Una historia que descarga su suspenso en el lado oscuro de una mítica ciudad de Valparaíso, entre el cerro Barón y Playa Ancha. El brutal asesinato sexual de una menor subleva la ira de la población. La psicóloga Sofía Belmar no sólo se ve confrontada con estos hechos, sino también con la más tenaz y cruel de sus memorias.  

## Reparto
- Shlomit Baytelman como Dora
- Daniel Muñoz
- Aline Kuppenheim
- Julio Milostich
- Chamila Rodríguez
- Cristián Arriagada
- Ingrid Isensee
- Paula Prado
- Max Meriño
- Arturo Rossel
- Lía Maldonado

## Producción
La película de Valeria Sarmiento en un comienzo estuvo protagonizada por Claudia Di Girolamo y Francisca Walker, quienes grabaron el teaser.